# Спиваков, Василий Васильевич
Васи́лий Васи́льевич Спивако́в (3 апреля 1942, Ухта, Коми АССР — 6 декабря 2023) — советский и российский боксёр и тренер по боксу. На соревнованиях представлял спортивное общество «Трудовые резервы», мастер спорта СССР. Известен как тренер спортивного клуба «Олимпийские надежды» и СДЮШОР № 4 в Воронеже, личный тренер титулованного воронежского боксёра Владимира Ерещенко, заслуженный тренер РСФСР (1989).

## Биография
Василий Спиваков родился 3 апреля 1942 года в городе Ухта Коми АССР, впоследствии переехал на постоянное жительство в Воронеж.
В молодости сам серьёзно занимался боксом, проходил подготовку на отделении бокса воронежской Детской спортивной школы № 6 под руководством тренера Александра Ивановича Чернова. В 1962 году одержал победу на первенстве центрального совета всесоюзного добровольного спортивного общества «Трудовые резервы» и выполнил тем самым норматив мастера спорта СССР.
После завершения спортивной карьеры перешёл на тренерскую работу, в течение многих лет работал тренером по боксу в воронежском спортивном клубе «Олимпийские надежды», занимал должность директора воронежской Специализированной детско-юношеской школы олимпийского резерва № 4.
За долгие годы тренерской деятельности подготовил многих талантливых спортсменов. Один из самых известных его учеников — мастер спорта международного класса Владимир Ерещенко, бронзовый призёр чемпионата мира и Игр доброй воли, серебряный призёр чемпионата Европы, участник летних Олимпийских игр в Сеуле. За подготовку этого спортсмена в 1989 году Василий Спиваков был удостоен почётного звания «Заслуженный тренер РСФСР». Другой его воспитанник — мастер спорта международного класса Олег Колядин, чемпион СССР среди юниоров, бронзовый призёр взрослого всесоюзного первенства, победитель международных турниров на Кубе и в Румынии, участник Кубка мира 1981 года. Также в разное время его подопечными были такие воронежские боксёры как Игорь Иванов, Анатолий Косматых, Юрий Фалеев, Андрей Князев и др.
Умер 6 декабря 2023 года в возрасте 81 года.